# Allodia rara
Allodia rara är en tvåvingeart som beskrevs av Eberhard Plassmann 1977. Allodia rara ingår i släktet Allodia och familjen svampmyggor. Inga underarter finns listade i Catalogue of Life.